# Gamla Ullevi (1916)
El Gamla Ullevi era un estadio de fútbol ubicado en la ciudad de Gotemburgo en Suecia que existió de 1916 a 2007.

## Historia
Fue inaugurado el 17 de septiembre de 1916 con el nombre Ullervi con un partido entre el  IFK Göteborg contra el AB København (2–2); y su nombre era por el dios nórdico Ull, conocido como cazador y esquiador que aprovechaba el invierno para despertar a las dioses de la Tierra, y la sílaba "vi" significa hogar sagrado, pero por la presión hecha por el profesor de lenguas nórdicas Hjalmar Lindroth la letra r fue removida para facilitar su pronunciación.
Posteriormente Ullevi pasó a ser más que un estadio de fútbol. A la par del campo de fútbol había una pista de hielo inaugurada el 6 de enero de 1917 con un partido de bandy. El hockey sobre hielo y el patinaje artístico se practicaban en el estadio, así como el boxeo, esgrima, balonmano y tenis.
En 1924 la ciudad de Gothenburg cedió el estadio a Gamla Ullevi. Fue cerrado en 1934 or renovaciones cuando añadieron butacas, y abierto en 1935con un partido entre el  Örgryte IS contra el AIK (3–1).
Luego de que el Nya Ullevi fuera inaugurado, pasó a ser la sede de tres equipos locales (GAIS, IFK y ÖIS) pero regresaron al Gamla Ullevi en 1992.
El récord de asistencia fue de 32,357 espectadores el 2 de mayo de 1957 cuando el Örgryte IS enfrentó al IF Elfsborg, el cual ganó el IF Elfsborg por 2–1. El estadio fue demolido el 9 de enero de 2007 y reemplazado por el Gamla Ullevi.